# Monastère de las Huelgas (Burgos)
Le monastère royal de las Huelgas de Burgos est un monastère cistercien fondé en 1187 par le roi Alphonse VIII et sa femme Aliénor Plantagenêt. Accueillant toujours des moniales, il est situé à 1,5 km à l'ouest du centre de la ville de Burgos.

## Histoire
Le roi de Castille Alphonse VIII de Castille (1158-1214) et son épouse Aliénor Plantagenêt fondent, en 1187, près de Burgos, à l'emplacement d'une résidence jusqu'alors consacrée aux divertissements royaux, le monastère de Santa María la Real (« Sainte Marie la royale »), plus connue sous le nom de Las Huelgas Reales (de « holganza » : relâche, repos, loisir, en espagnol).
Guillaume II, abbé de Cîteaux (1186-1189), a donné son accord dans une lettre du mois de septembre, qui précise que les moniales elles-mêmes choisiront un ou deux abbés de monastères cisterciens de la région pour assurer les visites. Aliénor joue un rôle important dans cette décision. Elle est la fille d'Aliénor d'Aquitaine, elle-même retirée à l'abbaye de Fontevraud, et du roi d'Angleterre Henri II, et donc la sœur de Richard Cœur de Lion et de Jean sans Terre.
Des moniales viennent de l'abbaye de Tulebras en Navarre, fondée en 1157, pour constituer le noyau de la communauté dont doña Misol est la première abbesse. Alphonse VIII souhaite que sa fondation prenne la tête d'une congrégation dans laquelle entreraient les autres maisons de moniales cisterciennes de Castille. 
Le monastère de Las Huelgas se voit richement doté par ses fondateurs qui lui apportent en donation quarante-neuf propriétés dont l'hôpital du roi (Hospital del Rey), distant de quelques centaines de mètres.
De nombreuses jeunes filles de la noblesse castillane prononcent leurs vœux dans cette abbaye qui, par décision d'Alphonse VIII en 1199, devient le panthéon de la famille royale. Las Huelgas ne tarde pas à commander à une véritable seigneurie, jouissant des juridictions temporelle et spirituelle, et empiétant sur celles des évêchés.
Puissante et riche, l'abbaye se constitue, au fil du temps, une importante bibliothèque. Elle possède, entre autres, un lectionnaire exécuté dans le scriptorium de la toute proche abbaye cistercienne de San Pedro de Cardeña, une Bible copiée en 1181, un Commentaire de l'Apocalypse de Beatus de Liebana, de 1220, une Règle de saint Benoît, de 1246.
Les travaux du monastère commencèrent dès 1187, pour se terminer dans la deuxième moitié du XIIIe siècle.

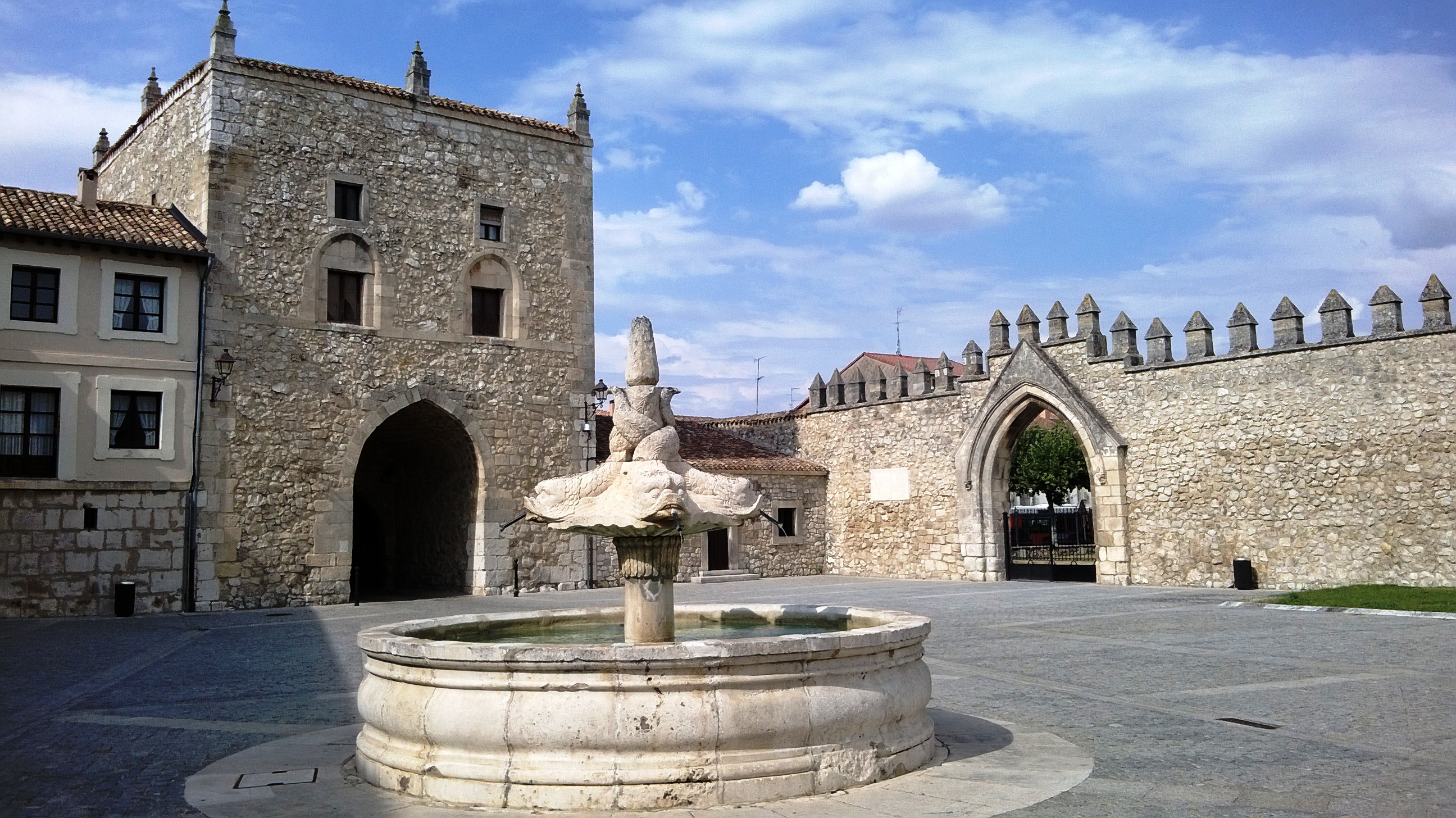
Cour intérieure avec sa fontaine.

### Maison mère de la congrégation espagnole de saint Bernard
L'abbaye de Huelgas est devenue la maison-mère de la congrégation cistercienne féminine de saint-Bernard. Elle compte vingt-sept abbayes-filles, dont vingt-trois encore actives :
- L'Abbaye de Tulebras ;
- L'abbaye Saint-Michel de las Dueñas (es) ;
- L'abbaye Saint-Clément de Tolède (es) ;
- L'abbaye Saint-Joachim et Sainte-Anne de Valladolid
- L'abbaye de Gradefes
- L'abbaye Santa María de San Salvador
- abbaye Saint-Bernard de Burgos (es) ;
- abbaye El Salvador de Benavente (de) ;
- abbaye du Divin Sauveur de Ferreira de Pantón
- abbaye Santa María la Real de Villamayor de los Montes (es) ;
- L'abbaye Saint-Clément de Séville (es) ;
- L'abbaye de l'Incarnation de Cordoue (es) ;
- L'abbaye Santa María de Jesús de Salamanque (es) ;
- L'abbaye de la Purísima Concepción de Villarrobledo (de) ;
- L'abbaye de l'Incarnation de Talavera de la Reina (es) ;
- L'abbaye de Cordoue ;
- L'abbaye San Ildefonso de Teror ;
- L'abbaye Saint-Bernard de Granada ;
- L'abbaye Nuestra Señora del Río y San José de Liérganes ;
- L'abbaye de la Sainte-Trinité de Breña Alta ;
- L'abbaye de Moralzarzal ;
- L'abbaye de Burgos ;
- L'abbaye de la Sainte-Trinité de Lima.

## L’église

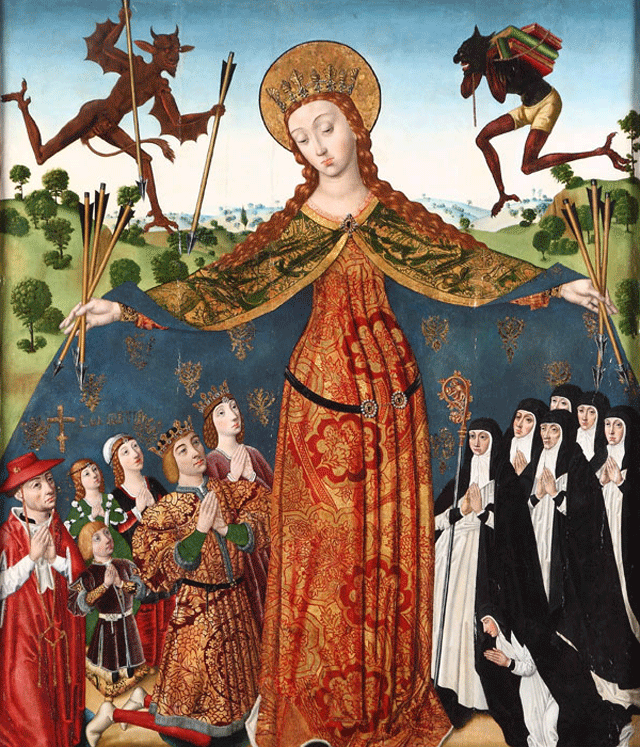
Vierge de la Miséricorde de Diego de la Cruz (vers 1485) conservé dans le monastère royal de las Huelgas de Burgos sur lequel apparaissent Titivillus et les Rois catholiques.

L'extérieur a les lignes pures de l'art cistercien. L'intérieur est séparé en deux parties par la clôture. La clôture est surmontée, côté nef, par une Descente de croix du XIIIe siècle.
Dans la chapelle centrale, derrière le grand autel, se dresse un retable baroque exécuté en 1665, sur lequel une Assomption de la Vierge est encadrée par les statues de saint Benoît et de saint Bernard et celles des fondateurs en prière. Au-dessus de la porte communiquant avec la nef centrale, un tableau illustrant la bataille de Las Navas de Tolosa, à laquelle participa Alphonse VIII, est une œuvre de 1594, de Jeronimo et Pedro Ruiz de Camargo.
Grâce à son support articulé, une chaire, réalisée en 1560, en fer repoussé et doré, permettait au prêcheur de se faire entendre, de part et d'autre de la clôture, aussi bien par les fidèles, côté transept et chœur, que par les moniales assises dans leurs stalles dans la nef.
La nef centrale, flanquée de deux nefs latérales, celle de Sainte-Catherine, au nord, et celle de Saint-Jean, au sud, abrite le double sarcophage d'Alphonse VIII et d'Aliénor, tous deux décédés en 1214. 
Dans la nef centrale, comme dans les deux bas-côtés, de nombreux autres sarcophages ont trouvé place comme celui, dans la nef Sainte-Catherine, de l'infant don Fernando de la Cerda, fils d'Alphonse X le Sage, mort en 1275.
Deux portes dans la nef Saint-Jean, où se trouve le sarcophage de Marie d'Aragon, moniale de Las Huelgas et fille de Ferdinand le Catholique (1474-1516), permettent d'accéder, au sud, au cloître gothique.

## Le cloître San Fernando
Gothique du XIIIe – XVe siècle. Il subsiste des fragments des stucs mudéjars des voûtes des galeries exécutées entre 1230 et 1260 dont les entrelacs ou motifs inspirés de tissus et d'ivoires persans sont d'une extrême finesse.

## Le cloître roman

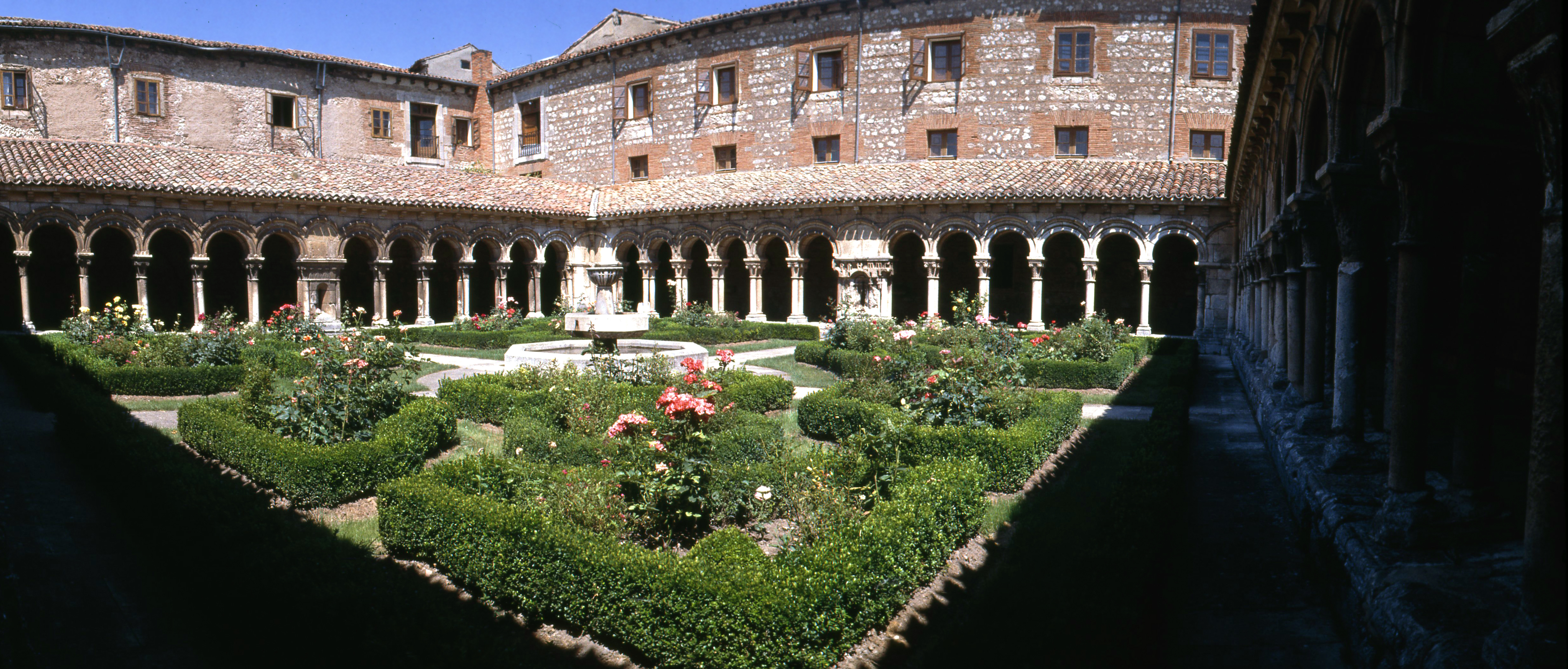
Le cloître dit de « Las Claustrillas ».

Il se trouve au sud-est du précédent, date de la période 1180-1190 comme, à son angle nord-est, la chapelle de l'Assomption de style mudéjar. De fines colonnes géminées aux chapiteaux très stylisés donnent à ce cloître de l'élégance. On traverse ensuite plusieurs salles de l'ancien palais d'Alphonse VIII, de décoration mauresque.

## La chapelle Saint-Jacques
De la fin du XIIIe siècle, presque à l'écart, à l'est du monastère, a conservé un plafond artesonado avec sa polychromie d'origine et sa frise de stucs. 
D'après la tradition la statue gothique de saint Jacques, aux bras articulés, armait chevalier les princes de sang royal.

## Le musée des tissus médiévaux
Il occupe une salle ouvrant sur le cloître.

L'ensemble d'étoffes et de parures exposé dans l'ancien grenier à grain est un témoignage exceptionnel sur le costume royal dans la Castille du XIIIe siècle. Ces vêtements (tunique, pelisse, cape) ont été retrouvés dans les tombes. Les plus précieux proviennent de la tombe de l'infant Fernando de la Cerda (mort en 1275), fils d'Alphonse X le Sage, qui n'avait pas été profanée par les soldats de Napoléon en 1809.
Ils comprennent les vêtements de l'infant, une longue tunique, le « pellote » (pantalon très large à bretelles), et une immense cape à porter au-dessus, tous dans une même étoffe brodée de soie et de fils d'argent. Sur la tête se portait le « Birrite », sorte de couronne en soie ornée de perles et de pierres précieuses.

## La salle capitulaire
Elle  s'ouvre dans la galerie Est et abrite le « Pendón », un trophée de la bataille de Las Navas de Tolosa en 1212. Il provient de la tente de Miramamolin al-Nasir, le chef almohade vaincu. 
Le « Pendón »  est réalisé avec des appliques de soie. Le motif en étoile reprend les exhortations des enluminures figurant sur les exemplaires du Coran de l'époque. Des citations du Coran (sourate 16,10-12) prêchent la guerre sainte et promettent le paradis aux combattants pour la foi.

## Protection
Le monastère fait l’objet d’un classement en Espagne au titre de bien d'intérêt culturel depuis le 3 juin 1931.

## Lieu de tournage
En 2018, des séquences ont été tournées au monastère dans le cadre d'un numéro de l'émission Secrets d'Histoire  consacré à Blanche de Castille, intitulé  Blanche de Castille, la reine mère a du caractère..., diffusé le 5 juillet 2018 sur France 2,.

## Le pèlerinage de Compostelle
Sur le Camino francés du pèlerinage de Saint-Jacques-de-Compostelle. On vient d'Atapuerca, la prochaine commune est Rabe de las Calzadas.